# Проспект Науки (Київ)
У Вікіпедії є статті про інші проспекти з назвою Проспект Науки
Проспе́кт Нау́ки — проспект у Голосіївському районі міста Києва, місцевості Деміївка, Саперна слобідка, Добрий Шлях, Багринова гора, Мишоловка, Китаїв. Пролягає від Деміївської площі до Столичного шосе.
Прилучаються Голосіївський проспект, вулиці Саперно-Слобідська, Голосіївська, Малокитаївська (двічі), Стратегічне шосе, Павла Грабовського, провулок Цимбалів Яр, вулиці Оскольська, Академіка Писаржевського, Тиврівський провулок, вулиці Лисогірська, Еллана-Блакитного, Весняна, Черешневий провулок, вулиці Багринова (двічі), Галини Севрук, Моторна, Військова, Левітана, провулок Миколи Бурачека (двічі), вулиці Квітки-Основ'яненка, Китаївська, Пересіченський провулок, вулиця Пирогівський шлях та залізниця Київ—Миронівка (переїзд).

## Історія
Проспект сформовано в 1967–1968 роках шляхом реконструкції значної частини Великої Китаївської вулиці, що на відрізках між Деміївською площею та Саперно-Слобідською вулицею і вулицею Писаржевського та Столичним шосе увійшла до складу новоутвореної магістралі, та нового шляху, прокладеного крізь забудову Деміївки та Саперної слобідки. Сучасна назва — з 1969 року, походить від великої кількості наукових установ розташованих вздовж проспекту. На початку є частиною Малої окружної дороги.

## Установи та заклади
- № 1 — Кондитерська фабрика Рошен;
- № 3 — Київський маргариновий завод;
- № 4 — Відділення зв'язку № 39;
- № 7 — Центральна розрахункова палата НБУ;
- № 15 — Голосіївська районна організація товариства Червоного Хреста;
- № 31 — Інститут фізичної хімії ім. Л. В. Писаржевського;
- № 37 — Український гідрометеорологічний науково-дослідний інститут;
- № 39 — Центральна геофізична обсерваторія;

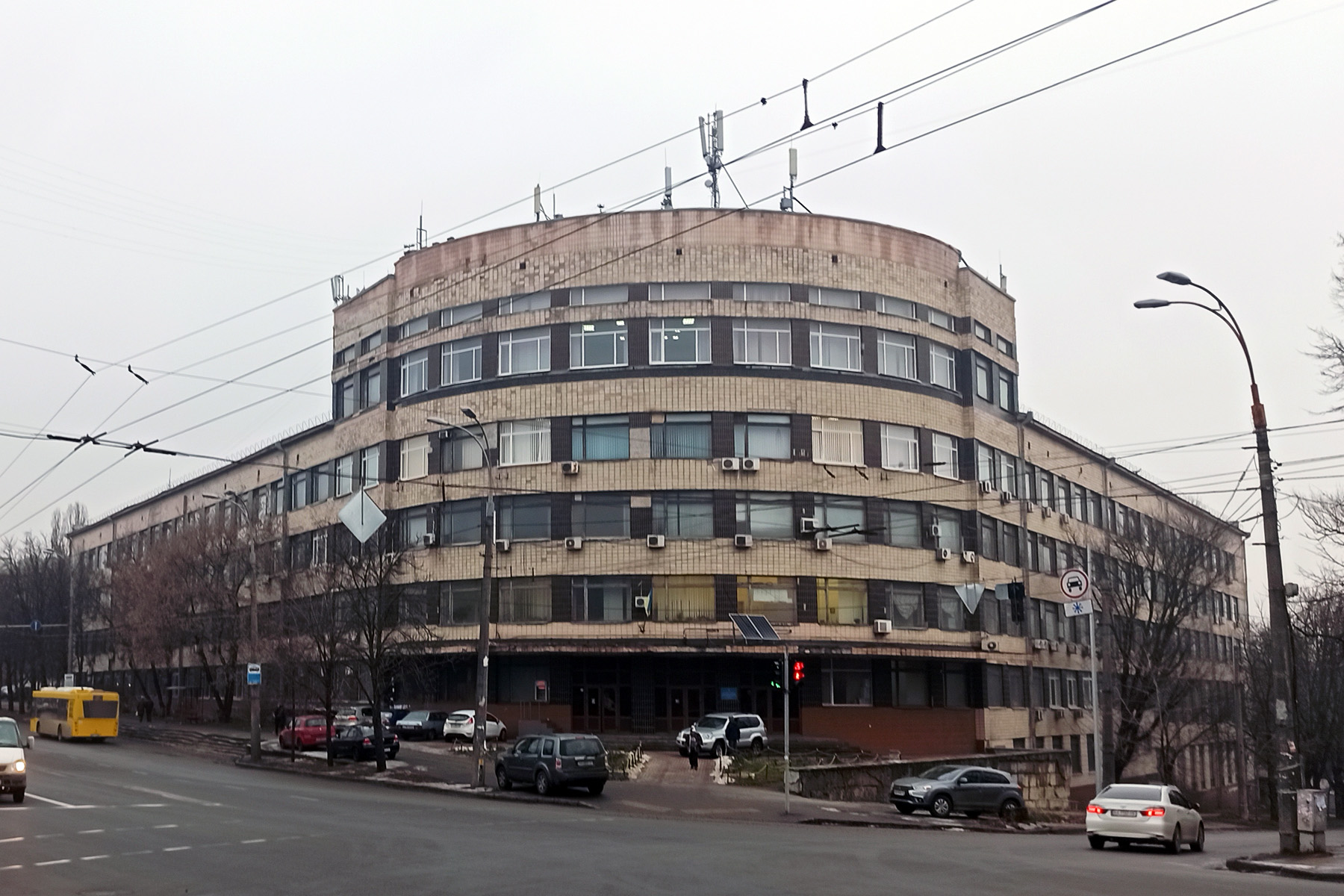
№ 41 – Інститут фізики напівпровідників

- № 41 — Інститут фізики напівпровідників ім. В. Є. Лашкарьова;
- № 46 — Інститут фізики НАН України; Український інститут екології людини;
- № 47 — Інститут ядерних досліджень НАН України
- № 63 — Відділення зв'язку № 83; Бібліотека ім. Марка Вовчка;
- № 86 — Проектно-технологічний інститут скла та фарфору;
- № 100 — Дитячий садок № 389.